# كيني إليسوند
كيني إليسوند (بالفرنسية: Kenny Elissonde )‏ (و. 1991  م) هو راكب دراجة هوائية، من فرنسا، شارك في طواف إسبانيا، وطواف إسبانيا 2014، وطواف إسبانيا 2013، يلعب كمتخصص التسلق ‏.

## سباقات أو مراحل فاز بها
| التاريخ        | السباق                  | المركز                                                                   |
| -------------- | ----------------------- | ------------------------------------------------------------------------ |
| 27 يناير 2013  | داون أندر 2013          | الرابع في تصنيف أفضل شاب                                                 |
| 16 فبراير 2013 | طواف عمان 2013          |                                                                          |
| 26 مايو 2013   | 2013 Boucles de l'Aulne | السابع في التصنيف العام                                                  |
| 13 أغسطس 2013  | طواف أين 2013           | الأول في تصنيف أفضل شاب، السادس في تصنيف الجبال، السابع في التصنيف العام |
| 15 سبتمبر 2013 | طواف إسبانيا 2013       | السابع في تصنيف الجبال                                                   |
| 26 يناير 2014  | داون أندر 2014          | الثالث في تصنيف أفضل شاب                                                 |
| 31 مايو 2015   | طواف إيطاليا 2015       | الخامس في تصنيف أفضل شاب                                                 |
| 13 سبتمبر 2015 | طواف إسبانيا 2015       | المرتبة 16 في التصنيف العام                                              |
| 30 سبتمبر 2015 | طواف فيرزين 2015        | السابع في التصنيف العام                                                  |
| 11 سبتمبر 2016 | طواف إسبانيا 2016       | الثاني في تصنيف الجبال، المرتبة 20 في التصنيف العام                      |
| 05 فبراير 2017 | طواف هيرالد صن 2017     | الثالث في التصنيف العام                                                  |

## روابط خارجية
- كيني إليسوند على موقع الاتحاد الدولي للدراجات (الإنجليزية)
- كيني إليسوند على موقع أرشيف الدراجات (الإنجليزية)
- كيني إليسوند على موقع إحصائيات الدراجات الإحترافية (الإنجليزية)
- كيني إليسوند على موقع نسبة الدراجات (الإنجليزية)
- كيني إليسوند على موقع CycleBase (الإنجليزية)
- كيني إليسوند على موقع أوليمبيديا (الإنجليزية)